# Ząbkovia Ząbki
Ząbkovia Ząbki – polski klub sportowy z siedzibą w Ząbkach, założony w 1927.

## Informacje ogólne
- Pełna nazwa: Miejski Klub Sportowy Ząbkovia Ząbki
- Rok założenia: 1927[1]
- Chronologia nazw klubu:
  - Ząbkovia Ząbki
  - Związkowiec Ząbki
  - Budowlani Ząbki
  - Beton-Stal Ząbki
  - Ząbkovia Ząbki
  - Dolcan Ząbki
  - MKS Ząbkovia Ząbki
- Barwy: biało-czerwono-granatowe
- Adres: ul. Słowackiego 21, 05-091 Ząbki
- Pojemność stadionu: 2839 miejsc, oświetlenie – zainstalowane, boisko – 105 m × 68 m

## Historia
- 1994/1995 – zdobycie Pucharu Polski na szczeblu okręgowym, co daje przepustkę do gry w centralnym PP, w którym Dolcan odpada po porażce z GKS-em Bełchatów[2].
- 1995/1996 – awans do II ligi, w której klub zajął 17. miejsce (spadek)[3].
- 1998/1999 – wicemistrzostwo ligi makroregionalnej juniorów.
- 1998/1999 – gra w finale PP na szczeblu okręgowym, w którym Dolcan przegrywa z Okęciem Warszawa.
- 1999/2000 – ponowny awans do II ligi, w której klub zajął 20. miejsce (spadek)[3].
- 2007/2008 – awans do nowo utworzonej I ligi[3].
- 2007/2008 – mistrzostwo Mazowsza juniorów młodszych.
- 2009/2010 – awans do 1/8 finału Pucharu Polski, porażka z Koroną Kielce 3:4[4].
- 2010/2011 – 13. miejsce w I lidze.
- 2011/2012 – 14. miejsce w I lidze.
- 18 listopada 2012 – otwarcie nowej trybuny podczas spotkania z GKS-em Katowice. Dolcan wygrał mecz 2:0 po bramkach Mateusza Piątkowskiego.
- 29 lutego 2013 – wprowadzenie nowego herbu klubu.
- 2012/2013 – 7. miejsce w I lidze.
- 2013/2014 – 3. miejsce w I lidze.
- 2014/2015 – 6. miejsce w I lidze.
- 2015/2016 – klub nie przystąpił do rundy wiosennej w I lidze – 6. miejsce (upadłość klubu)[5].
- 2016/2017 – klub przystąpił do rozgrywek o mistrzostwo IV ligi mazowieckiej pod nazwą MKS Dolcan Ząbki
- 2018/2019 – klub przystąpił do rozgrywek IV ligi pod dawną nazwą Ząbkovia Ząbki[6]
- 2024/2025 – klub awansował po barażach do Betclic 3 ligi

## Sponsorzy klubu
Głównym sponsorem drużyny z Ząbek w latach 1994-2016 była firma budowlana Dolcan. W tym czasie zmieniali się sponsorzy techniczni, dostarczający sprzęt piłkarski zawodnikom. Po kilku latach, w 2012 roku, klub postanowił zrezygnować z marki Zina i tym samym wprowadzono stroje Adidas. od 2018 zespół gra w strojach firmy Lotto. Poniższa tabela prezentuje sponsorów technicznych.
| Lata        | Sponsor techniczny |
| ----------- | ------------------ |
| 2007 – 2012 | Zina               |
| 2012 - 2018 | Adidas             |
| 2018 - 2025 | Lotto              |
| od 2025     | Nike               |

W 2016 r. z finansowania klubu wycofała się firma Dolcan, co było skutkiem problemów finansowych sponsora. W konsekwencji stało się to przyczyną upadłości klubu.

## Reprezentanci w Dolcanie
W Dolcanie Ząbki w przeszłości grali piłkarze, którzy mają na swoim koncie występy w reprezentacji Polski.
| Reprezentanci Polski w Dolcanie | Reprezentanci Polski w Dolcanie | Reprezentanci Polski w Dolcanie | Reprezentanci Polski w Dolcanie |
| Imię i nazwisko                 | Lata gry w Dolcanie             | Lata gry w kadrze               | Liczba spotkań/goli w kadrze    |
| ------------------------------- | ------------------------------- | ------------------------------- | ------------------------------- |
| Jan Karaś                       | 1994–1996                       | 1984–1988                       | 16 (1)                          |
| Kazimierz Buda                  | 1997–2001                       | 1981–1984                       | 10 (2)                          |
| Tomasz Cebula                   | 2000–2001                       | 1990–1994                       | 12 (0)                          |
| Artur Boruc                     | 2000                            | 2004–2017                       | 65 (0)                          |
| Artur Jędrzejczyk               | 2008–2009                       | od 2010                         | 33 (3)                          |
| Tomasz Ciesielski               | 2010–2013                       | 2002                            | 1 (0)                           |
| Rafał Leszczyński               | 2009–2015                       | 2013                            | 1 (0)                           |

## Występy od 1995
| Sezon                                                               | Liga                                | Pozycja                  | Punkty | Bramki | Uwagi               |
| ------------------------------------------------------------------- | ----------------------------------- | ------------------------ | ------ | ------ | ------------------- |
| 1995/96                                                             | III liga (grupa: Warszawa)          | 1                        | 63     | 65:19  | awans               |
| 1996/97                                                             | II liga (grupa wschodnia)           | 17                       | 32     | 36:60  | spadek              |
| 1997/98                                                             | III liga (grupa: Warszawa)          | 3                        | 67     | 68:31  |                     |
| 1998/99                                                             | III liga (grupa północno-wschodnia) | 2                        | 79     | 58:17  |                     |
| 1999/00                                                             | III liga (grupa północno-wschodnia) | 1                        | 76     | 68:27  | awans               |
| 2000/01                                                             | II liga                             | 20                       | 25     | 24:65  | spadek              |
| 2001/02                                                             | III liga (grupa 1)                  | 15                       | 42     | 34:31  | spadek              |
| 2002/03                                                             | IV liga (grupa mazowiecka)          | 6                        | 56     | 66:40  |                     |
| 2003/04                                                             | IV liga (grupa mazowiecka)          | 4                        | 54     | 54:38  |                     |
| 2004/05                                                             | IV liga (grupa mazowiecka)          | 1                        | 77     | 77:21  | awans               |
| 2005/06                                                             | III liga (grupa 1)                  | 15                       | 25     | 28:50  | spadek              |
| 2006/07                                                             | IV liga (grupa mazowiecka)          | 1                        | 79     | 75:22  | awans               |
| 2007/08                                                             | III liga (grupa 1)                  | 1                        | 62     | 52:22  | awans               |
| 2008/09                                                             | I liga                              | 8                        | 49     | 35:31  |                     |
| 2009/10                                                             | I liga                              | 14                       | 42     | 37:43  |                     |
| 2010/11                                                             | I liga                              | 13                       | 37     | 33:39  |                     |
| 2011/12                                                             | I liga                              | 14                       | 39     | 40:53  |                     |
| 2012/13                                                             | I liga                              | 7                        | 54     | 52:41  |                     |
| 2013/14                                                             | I liga                              | 3                        | 55     | 60:39  |                     |
| 2014/15                                                             | I liga                              | 6                        | 50     | 43:39  |                     |
| 2015/16                                                             | I liga                              | 6 (po rundzie jesiennej) | 30     | 37:22  | upadłość            |
| 2016/17                                                             | IV liga (grupa mazowiecka północna) | 12                       | 53     | 66:51  |                     |
| 2017/18                                                             | IV liga (grupa mazowiecka północna) | 4                        | 52     | 60:31  |                     |
| 2018/19                                                             | IV liga (grupa mazowiecka północna) | 3                        | 63     | 72:26  |                     |
| 2019/20*                                                            | IV liga (grupa mazowiecka północna) | 7                        | 26     | 39:20  |                     |
| 2020/21                                                             | IV liga (grupa mazowiecka Warszawa) | 1                        | 73     | 85:18  | [ 12 ]              |
| 2021/22                                                             | IV liga (grupa mazowiecka I)        | 2                        | 77     | 89:33  |                     |
| 2022/23                                                             | IV liga (grupa mazowiecka)          | 5                        | 60     | 59:35  |                     |
| 2023/24                                                             | IV liga (grupa mazowiecka)          | 2                        | 77     | 96:39  |                     |
| 2024/25                                                             | IV liga (grupa mazowiecka)          | 2                        | 84     | 103:28 | awans (po barazach) |
| 2025/26                                                             | III liga (grupa 1)                  |                          |        |        |                     |
| Legenda                                                             |                                     |                          |        |        |                     |
| II poziom ligowy III poziom ligowy IV poziom ligowy V poziom ligowy |                                     |                          |        |        |                     |

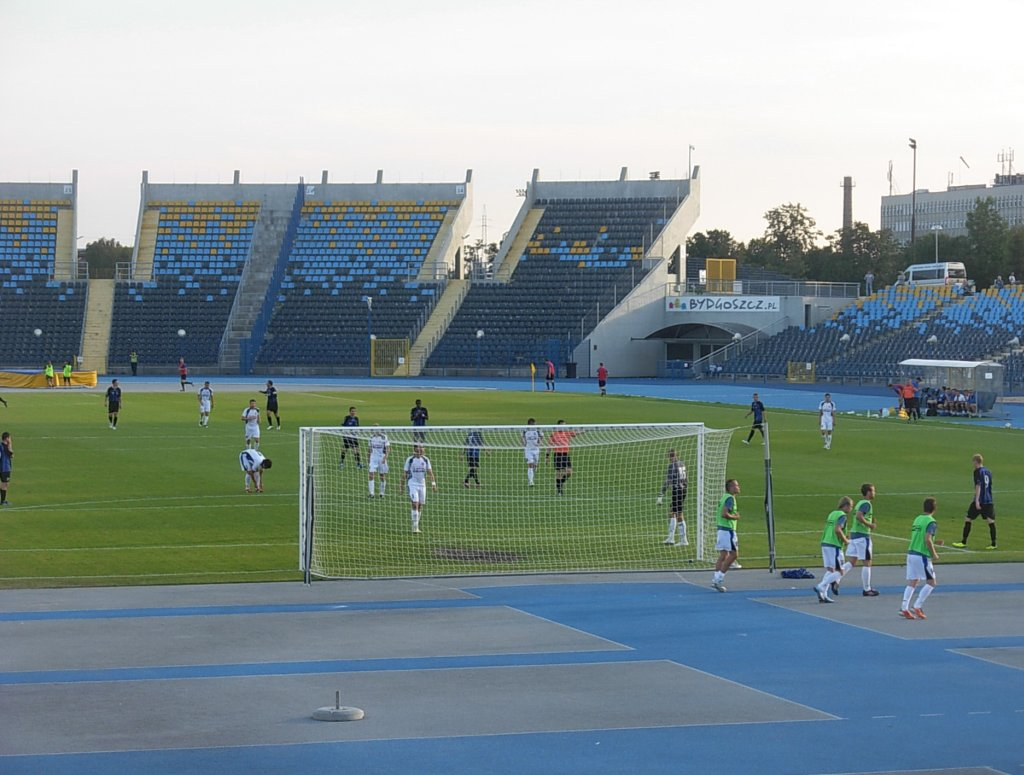
Mecz bydgoskiego Zawiszy z Dolcanem Ząbki 3:1, 4 września 2011

* - sezon 2019/2020 niedokończony z powodu pandemii koronawirusa.

## Trenerzy od 2002 roku
Oto lista trenerów prowadzących zespół Dolcanu Ząbki w danych latach. Dane obejmują wszystkich szkoleniowców od 2002.
| Lp. | Imię i nazwisko      | Okres urzędowania | Okres urzędowania |
| --- | -------------------- | ----------------- | ----------------- |
| 1.  | Jan Karaś            | 2002              | 2005              |
| 2.  | Jerzy Domaradzki     | 2005              | 2005              |
| 3.  | Piotr Wiśnik         | 2005              | 2006              |
| 4.  | Marek Papszun        | 2006              | 2006              |
| 5.  | Piotr Szczechowicz   | 29 sierpnia 2006  | styczeń 2008      |
| 6.  | Marcin Sasal         | styczeń 2008      | grudzień 2009     |
| 7.  | Radosław Mroczkowski | 22 grudnia 2009   | 17 kwietnia 2010  |
| 8.  | Dariusz Kubicki      | 17 kwietnia 2010  | 15 września 2010  |
| 9.  | Robert Moskal        | 15 września 2010  | 6 kwietnia 2011   |
| 10. | Robert Podoliński    | 6 kwietnia 2011   | 30 czerwca 2014   |
| 11. | Marcin Sasal         | 1 lipca 2014      | 17 grudnia 2014   |
| 12. | Dariusz Dźwigała     | 2 stycznia 2015   | 6 marca 2016      |
| 13. | Maciej Demich        | 1 lipca 2016      | styczeń 2017      |
| 14. | Piotr Szczechowicz   | styczeń 2017      | wrzesień 2017     |
| 15. | Michał Pulkowski     | wrzesień 2017     | lipiec 2019       |
| 16. | Łukasz Chmielewski   | lipiec 2019       | styczeń 2020      |
| 17. | Marek Gołębiewski    | styczeń 2020      | sierpień 2020     |
| 18. | Piotr Dziewicki      | sierpień 2020     | grudzień 2021     |
| 19  | Maciej Tataj         | styczeń 2022      | wrzesień 2022     |
| 20  | Tomasz Grzywna       | wrzesień 2022     | nadal             |